# Cuphead
Cuphead (Tagline: “Don’t Deal With the Devil”) ist ein Shoot-’em-up-Computerspiel, das von dem kanadischen Entwicklerstudio StudioMDHR Entertainment entwickelt und veröffentlicht wurde. In der Rolle des Titelcharakters „Cuphead“ (zu Deutsch: „Tassilo“) bekämpft der Spieler dabei verschiedene Bosse, um eine Schuld mit dem Teufel zu begleichen. Das Spiel orientiert sich stark an Cartoons aus den 1930er-Jahren, insbesondere an der Arbeit von Walt Disney und Max Fleischer und dem darin verwendeten Surrealismus als Stilmittel. Cuphead wurde am 29. September 2017 digital für Microsoft Windows und Xbox One veröffentlicht. Eine Portierung für macOS folgte am 19. Oktober 2018. Am 18. April 2019 wurde Cuphead für  Nintendo Switch veröffentlicht, am 28. Juli 2020 erschien es auch für PlayStation 4.
Cuphead gewann zahlreiche Preise und verkaufte sich über fünf Millionen Mal. Am 18. Februar 2022 erschien die Animationsserie The Cuphead Show! auf Netflix. Am 30. Juni 2022 wurde die Download-Erweiterung The Delicious Last Course veröffentlicht.

## Gameplay
Cuphead ist ein Shoot-’em-up-Spiel mit einer begehbaren Levelauswahl, wie sie auch in Spielen der Mario-&-Luigi-Reihe vorkommt. Die einzelnen Level bestehen dabei fast ausschließlich aus Bossfights, die sich in mehrere Phasen aufteilen lassen. Die Spielfigur kann kontinuierlich Schüsse abfeuern und hat eine Sprung- sowie eine Sprint-Fähigkeit, die jederzeit verwendet werden kann. Der Spieler kann außerdem neue Waffen und Amulette kaufen, die mit in den einzelnen Levels zu findenden Münzen bezahlt werden können. Amulette geben der Spielfigur Spezialfähigkeiten oder zusätzliche Lebenspunkte. Im weiteren Spielverlauf schaltet der Spieler sogenannte „Super“-Angriffe frei. Insgesamt können sechs Waffen, sechs Amulette und drei „Super“-Angriffe erspielt werden. Die Spielfiguren verfügen über die Fähigkeit, bestimmte Angriffe zu parieren. Nach fünf hintereinander ausgeführten Paraden kann der Spieler einen „Super“-Angriff ausführen. Das Spiel verfügt außerdem über einen lokalen Koop-Modus, durch den ein zweiter Spieler in die Kämpfe eingebunden werden kann. Dies macht das Spiel allerdings auch entsprechend schwerer.

## Handlung
Auf der fiktiven „Tintenfassinsel“ (Original: Inkwell Isle), die von anthropomorphen Gegenständen bewohnt wird, leben die beiden Tassen „Tassilo“ (Cuphead) und „Pottkopp“ (Mugman) als unbeschwerte Kinder unter der Obhut von „Opa Kessel“ (Elder Kettle). Entgegen der Warnungen des Kessels besuchen die beiden Brüder das Casino des Teufels, das von einem Frack tragenden Würfel namens „König Würfel“ (King Dice) geleitet wird. Als die beiden Geschwister gerade eine Glückssträhne haben, ruft dieser den Teufel, der an den Spieltisch tritt und die Einsätze erhöhen will: sollten die Brüder ein weiteres Mal gewinnen, will er ihnen das gesamte „Teufelskasino“ überlassen. Sollten sie jedoch verlieren, müssen sie dem Teufel ihre Seelen abtreten.
Tassilo würfelt ein Paar Einsen und verliert damit die Wette. Die Tassen müssen damit gemäß der Vereinbarung ihre Seelen aufgeben. Als sie anfangen um Gnade zu flehen, handelt der Teufel ein Geschäft mit den beiden aus: sie sollen die Seelen aller Schuldner des Teufels einsammeln, die ihm diese ebenfalls vermacht haben, und er lässt die beiden vielleicht in Frieden. Sie gehen zurück zu Opa Kessel, der ihnen einen Trank gibt, mit dem sie Schüsse aus ihren Fingern abfeuern können.
Die Brüder reisen schließlich über die Tintenfassinsel und sammeln die Schuldverträge von Bewohnern, die ebenfalls ihre Seele an den Teufel verloren haben. Sobald sie ihre Aufgabe erledigt haben, machen Tassilo und Pottkopp sich auf zum Teufelskasino, wo König Würfel ihnen offenbart, dass er ebenfalls eine Wette gegen den Teufel verloren hat. Es wird angedeutet, dass es sich um eine Wette handelte, ob die zwei ihre Aufgabe wirklich erfüllen könnten. Er tritt schließlich in einem weiteren Endkampf gegen sie an und verliert. Der Teufel erscheint schließlich und befiehlt den Brüdern, die Verträge zu übergeben und sich seinem Team anzuschließen. Der Spieler hat nun die Wahl, die Verträge zu übergeben, oder sich zu weigern. Übergibt er die Verträge, verwandelt der Teufel Tassilo und Pottkopp in seine düsteren Lakaien, und das Spiel ist beendet.
Weigern sich die Brüder, müssen sie den Teufel in einem letzten Kampf bezwingen. Nach einer komödiantisch überspitzten Schlacht, aus der die Tassen als Sieger hervorgehen, verspricht der Teufel, sie gehen zu lassen. Sie verbrennen alle gesammelten Verträge und eilen heim. Dort erklären sie den Bewohnern der Insel, dass sie nun frei sind und der Teufel keine Kontrolle mehr über ihre Seelen hat. Sie werden für ihre Heldentat gefeiert und das Spiel endet.
In der Erweiterung The Delicous Last Course werden Tassilo und Pottkopp auf eine vierte Insel gebeten und treffen auf „Fräulein Kelch“ (Ms. Chalice), die in einer Astralebene gefangen ist. Für ihre Befreiung müssen nun eine Reihe von Zutaten gesammelt werden, mit denen der Konditor Mr. Salzbäcker (Saltbaker) eine Wundertorte backen kann, die Fräulein Kelch wieder einen Körper geben würde. Mithilfe eines Astralkekses kann sie temporär auf die Erde zurückkehren und dabei helfen, den feindlichen Bewohnern der Insel die Zutaten abzunehmen.
Nachdem der Spieler alle Zutaten für das Rezept gesammelt hat, offenbart Mr. Salzbäcker seine wahren Pläne. Er will die Wundertorte für seine eigenen Zwecke benutzen und braucht dafür eine lebende Seele, womit der Endkampf beginnt. Das Trio besiegt ihn und kann entkommen, als die Bäckerei einstürzt und die Zutaten der Wundertorte zerstört werden. Fräulein Kelch bleibt zwar vorerst in der Astralform gefangen, möchte aber ihre Suche fortsetzen und ihren Freunden im Kampf helfen. Im folgenden Epilog wird Mr. Salzbäcker schuldig gesprochen und muss als Strafe gemeinnützige Arbeit verrichten, wobei ihm seine Fehler bewusst werden und er sich mit den Bewohnern der Insel sowie den drei Helden anfreundet.

## Entwicklung

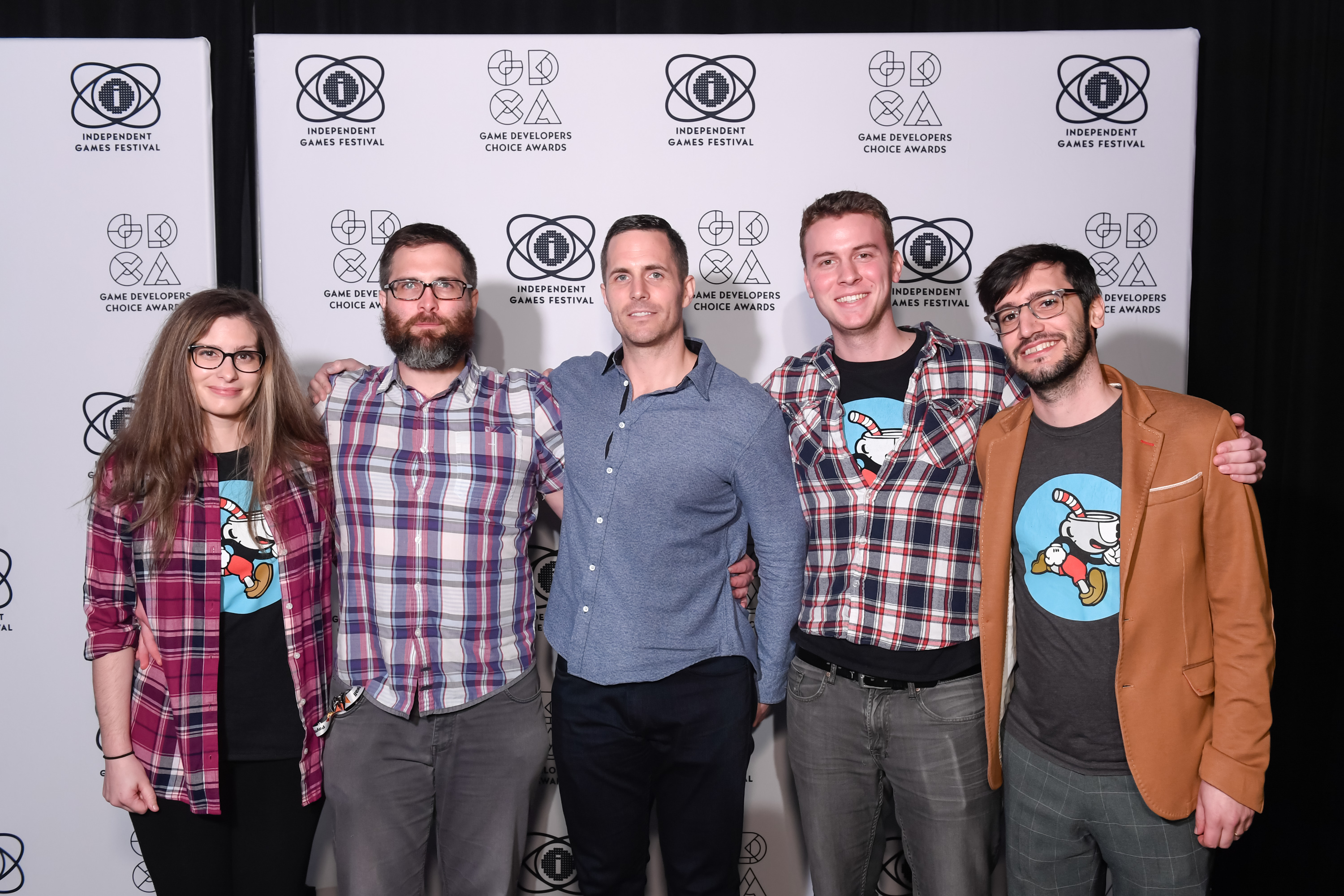
StudioMDHR auf der Game Developers Conference 2018

Cuphead ist das erste Spiel von StudioMDHR Entertainment, einem Indie-Studio für Videospiele, bestehend aus den Brüdern Chad und Jared Moldenhauer. Bei der Realisierung der Animation arbeiteten die beiden mit Jake Clark zusammen. Die Entwicklung des Spiels begann im Jahr 2010, und die drei Entwickler arbeiteten daran von ihren jeweiligen Wohnungen aus, in Toronto, Ontario und Saskatchewan. Das Spiel wurde inspiriert von den Cartoons der Fleischer Studios, Disney und der Zeichner Ub Iwerks, Grim Natwick und Willard Bowsky, insbesondere im Bezug auf deren surrealistische Elemente. Chad Moldenhauer nannte die Fleischer Studios den „magnetischen Norden seines Zeichenstils“.
Die Moldenhauer-Brüder sahen in ihrer Jugend viele Cartoons aus den 1930er-Jahren, was von Chad Moldenhauer als Zufall beschrieben wird, da es sich hauptsächlich um Geschenke und VHS-Kompilationen handelte. Wie einigen ihrer anderen Geschwister, gefiel ihnen die Ästhetik der Filme und sie entwickelten ein Interesse an Gameplay. Die zwei versuchten sich bereits im Jahr 2000 an einem Spiel wie Cuphead, hatten aber nicht die Werkzeuge, um mit der Entwicklung fortzufahren. Die Brüder entschieden sich dazu, es noch einmal zu versuchen, nachdem das 2010 ebenfalls von einem Indie-Studio produzierte Super Meat Boy sich als sehr erfolgreich erwies. Der Charakter des Tassilo basiert auf einem Animationsfilm von 1936, in dem ein Mann mit einer Teetasse als Kopf sich in einen Panzer verwandelt. Die Moldenhauers ahmten die Animation nach, da sie ihnen komisch vorkam und ihnen „direkt in Erinnerung blieb“. Die Brüder hatten sich zuvor bereits an einem Kappa mit Zylinder versucht, sowie Charakteren mit Tellern und Gabeln als Köpfen und etwa 150 weiteren Designs.
Die Animationstechnik hinter Cuphead ähnelt der der Cartoons aus den 1930ern. Chad Moldenhauer, der zuvor als Grafikdesigner gearbeitet hatte, zeichnete die Animationen von Hand und malte die Hintergründe. Die Färbung der Charaktere nahm er in Photoshop vor. Das Gameplay von Cuphead läuft mit einer Framerate von 60 fps, die Animationen mit 24 fps. Dies stellt einen der Unterschiede zwischen dem Spiel und den traditionellen Animationen dar. Chad Moldenhauer sah seine Herangehensweise, die menschliche Fehler beinhaltet, auch als Reaktion auf den Perfektionismus digitaler Zeichnungen. Sein Bruder Jared Moldenhauer arbeitete an anderen Aspekten des Spiels, während das Gameplay in einer Gemeinschaftsarbeit entstand. Das Studio stellte für die Arbeit an Cuphead einen rumänischen Entwickler, einen Zeichner aus Brooklyn, sowie einen Jazz-Musiker aus Ontario ein. Nach eigenen Aussagen versuchten sie bei der Aufnahme der Musik, den Aufnahmeprozess aus der damaligen Zeit nachzuahmen.
Die Moldenhauers beschrieben Cuphead als schwieriges Retro-Spiel mit einem Schwerpunkt auf dem Gameplay gegenüber der Handlung. Das US-amerikanische Spielemagazin Kill Screen beschrieb die Entwickler als „besessen“ von den Grundlagen des Shoot-’em-up-Genres wie „Animationen und Exploits und Hitboxen“. Während der Entwicklung wurden einige Elemente des Gameplays mehrmals komplett überarbeitet, insbesondere das Verhalten der Spielfigur an Ecken und die Zeit, für die der Spieler nach einem Treffer handlungsunfähig ist. Sie planten mehrere Schwierigkeitsgrade und entschieden sich dazu, keine typische Jungfrau-in-Nöten-Geschichte zu schreiben, sondern vielmehr Tassilo selbst zur Ursache seiner eigenen Probleme zu machen. Die Entwickler wollten mit ihrem Spiel einen Eintrag im Guinness-Buch der Rekorde erreichen, indem sie den Rekord für die meisten Boss-Kämpfe in einem Shoot-’em-up-Spiel brechen, der bei 25 lag, indem sie über 30 Bosse in das Spiel einbauten.

## Veröffentlichung
Das Spiel wurde während der Xbox-Pressekonferenz auf der Electronic Entertainment Expo 2014 gezeigt und vom Publikum wohlwollend aufgenommen, war jedoch nicht zum Spielen verfügbar. Das Artwork des Spiels war im Juli 2014 zu etwa 40 % fertiggestellt. Cuphead soll voraussichtlich mit DLCs erweitert werden, die je 10 bis 15 Bosse enthalten sollen, ähnlich den Spielen der Sonic-&-Knuckles-Reihe. Cuphead wurde am 29. September 2017 international für Microsoft Windows und Xbox One veröffentlicht, für macOS im Oktober 2018. Das Spiel erschien auf Konsolen exklusiv für Xbox, und unterstützt Xbox Play Anywhere. Das Spiel wurde auf Grundlage der Unity-Spielengine entwickelt.
Außerdem ist das Spiel in Fahrzeugen des Autoherstellers Tesla auf dem Infotainment-Touchscreen als Teil der Tesla Arcade verfügbar.

## Rezeption

### Vor der Veröffentlichung
Ben Kuchera von der amerikanischen Website Polygon schrieb, dass Cuphead zu den fünf interessantesten Ankündigungen auf Microsofts Pressekonferenz bei der E3 2014 gehörte, obwohl nicht viel über das Spiel bekannt war, bis auf das Design. Er schrieb, es „stach sofort hervor“ und dass jeder Teilnehmer instinktiv auf den Trailer reagierte. Das Spiel gewann den Preis für das „beste Xbox-One-Spiel bei der E3“ von IGN im Jahr 2015.

### Nach der Veröffentlichung
Cuphead wurde von den Kritikern weitgehend positiv aufgenommen, mit einer Bewertung von 89 % (PC) bzw. 87 % (Xbox One und Switch) auf der Seite Metacritic.

### Auszeichnungen
The Game Awards 2017
- Best Art Direction
- Best Independent Game
- Best Debut Indie Game
- Best Score/Music (nominiert)
- Best Action Game (nominiert)

Annie Awards 2018
- Outstanding Achievement for Character Animation in a Video Game (Hanna Abi-Hanna)
- Outstanding Achievement for Character Animation in a Video Game (Tina Nawrocki) (nominiert)

D.I.C.E. Awards 2018
- Outstanding Achievement in Animation
- Outstanding Achievement in Art Direction
- Outstanding Achievement in Original Music Composition
- Game of the Year (nominiert)
- Action Game of the Year (nominiert)

SXSW Gaming Awards 2018
- Excellence in Animation
- Excellence in Art
- Excellence in Design
- Excellence in Musical Score (nominiert)
- Excellence in Visual Achievement (nominiert)
- Most Promising New Intellectual Property (nominiert)

Game Developers Choice Awards 2018
- Best Debut
- Best Visual Art
- Best Audio (nominiert)

British Academy Games Awards 2018
- Music
- Artistic Achievement  (nominiert)
- Debut Game (nominiert)
- Original Property (nominiert)

Steam Awards 2017
- Bester Soundtrack
- Noch besser als erwartet

Golden Joystick Awards 2017
- Best Visual Design
- Best Xbox Game of the Year

Global Game Awards 2017
- Best Visuals
- Best Platformer